# باشگاه فوتبال ارچیم
باشگاه فوتبال ارچیم (که قبلاً به دلایل حمایت مالی با نام باشگاه فوتبال خان خونس-ارچیم شناخته می‌شد) یک باشگاه فوتبال حرفه‌ای از اولان‌باتور، مغولستان است که از سال افتتاحیه خود در سال ۱۹۹۶ در لیگ برتر مغولستان بازی می‌کند و ده بار قهرمان شده است. فدراسیون فوتبال مغولستان برای ورود به جام پرزیدنت آسیا ۲۰۱۲ درخواست داد[4] و در نوامبر ۲۰۱۱ توسط ای‌اف‌سی تأیید شد. به عنوان برندگان سوپر جام ۲۰۱۲، ارچیم در این رقابت‌ها حضور یافت.
در سال ۲۰۱۷، ارچیم به ای‌اف‌سی کاپ راه یافت و اولین باشگاه مغولستانی شد که به این مهم دست می‌یابد. در ۴ آوریل ۲۰۱۷، ۲۸۵۰ نفر در مسابقه ای‌اف‌سی کاپ مقابل باشگاه ورزشی کیگوانچا شرکت کردند. این بازی در ورزشگاه ۵۰۰۰ نفری مرکز فوتبال ام‌اف‌اف برگزار شد.
در حالی که اکثر باشگاه‌های دیگر اولان‌باتور از مرکز فوتبال ام اف‌اف استفاده می‌کنند، ارچیم اولین باشگاهی بود که ورزشگاه اختصاصی خود را داشت. در سال ۲۰۲۰، این باشگاه با خان خونس تیتم ادغام شد تا باشگاه خان خونس - ارچیم اف‌سی را تأسیس کند.

## افتخارات
- لیگ برتر مغولستان (۱۳)
- جام حذفی مغولستان (۹)
- سوپر جام مغولستان (۹)[۹]